# Lenovo
Lenovo Group Limited (произн. Лено́во Груп Лимитед; на традиционен китайски: 聯想, на опростен китайски: 联想, на пинин: liánxiǎng, пълно название на китайски: 联想集团有限公司), известна по-рано като Legend Group, откъдето идва новото име (Le от Legend и novo, на лат.: нов), е компания в Пекин, корпоративна група.
От 2013 г. насам Lenovo е производителят, който продава най-много персонални компютри в света.
Мажоритарният дял в Lenovo е собственост на контролираната от китайското правителство Legend Group Holdings. През декември 2004 г. Lenovo обявява намерението си да купи подразделението за персонални компютри на водещия в света производител IBM, САЩ, в миналото практически монополист на този пазар. След продажбата IBM прави само сървъри.
Към 2016 г. в компанията са заети повече от 60 000 служители (вкл. и работещите в съвместни предприятия) от над 60 страни. Компанията продава продуктите си в повече от 160 страни.
Една от най-известните марки на Lenovo са лаптопите ThinkPad, която марка Lenovo закупува от IBM през 2005 г., и наречени икономична линия лаптопи, обичани от компютърните ентусиасти.